# John Noah
John Michael Noah, född 21 november 1927 i Crookston i Minnesota, död 3 september 2015 i Fargo i North Dakota, var en amerikansk ishockeyspelare.
Noah blev olympisk silvermedaljör i ishockey vid vinterspelen 1952 i Oslo.